# Quipile (ort)
Quipile är en ort i Colombia.   Den ligger i departementet Cundinamarca, i den centrala delen av landet, 60 km väster om huvudstaden Bogotá. Quipile ligger 2 135 meter över havet och antalet invånare är 1 896.
Terrängen runt Quipile är kuperad österut, men västerut är den bergig. Quipile ligger uppe på en höjd. Runt Quipile är det ganska tätbefolkat, med 155 invånare per kvadratkilometer. Närmaste större samhälle är Anolaima, 11,8 km nordost om Quipile. I omgivningarna runt Quipile växer i huvudsak städsegrön lövskog.